# نادي هاماربي آي إف لكرة اليد
نادي هاماربي آي إف لكرة اليد هو نادي كرة يد في السويد تأسس في سنة 1897 يقع مقره في ستوكهولم. يلعب في الدوري السويدي لكرة اليد. تبلغ سعة ملعبه 2600 متفرجا.